# Onze-Lieve-Vrouw-ter-Duinenkerk (Mariakerke)
De Onze-Lieve-Vrouw-ter-Duinenkerk is een kerkje aan de rand van Mariakerke, in de Belgische badstad Oostende. Het typisch kerkje, in de volksmond het Duinenkerkje genoemd, ligt in een beschermd duin- en polderlandschap. Het heeft in de loop van zijn lange geschiedenis heel wat meegemaakt, werd verschillende malen verwoest en telkens heropgebouwd.

## Geschiedenis
Er wordt in 1071 op deze plaats voor het eerst melding gemaakt van een parochie met een kapel Onze-Lieve-Vrouw-ter-Streep door graaf Robrecht de Fries. Waarschijnlijk was het niet meer dan een grote kapel te midden enkele lage vissershuisjes. Er is nog een vermelding in 1115 van een "parochie op het oostelijk uiteinde van Testerep" (Testerep, het eiland voor de kust ervan afgescheiden door een wijde kreek).
In 1171 is reeds sprake van een kerk of kapel "St. Maria" (sanctae Mariae Capella), later in 1236 "Maria de Testrep" genoemd en in 1266 "onser Vrouwe de Testreep". In 1304 is er duidelijk sprake van een kerk "Sinte Mariakerke Testrep" (beata Maria Testrep).
Bij de grote dijkbreuk van november 1334, waarbij grote stukken land door de zee verzwolgen werden en Scarphout bij Blankenberge in de zee verdween, werd "...die parochiekerke in het Dorp ter Streepe by Oostende, toegewijd aan de heilige Moeder Gods, door de zee is ingenoomen geweest ten jaere 1334, ..." (zoals aangevoerd in Kronieke van Vlaenderen van de Bruggeling Nicolaas Despars, 1522-1594). De overgebleven archieven uit die tijd vermelden hier echter niets van, maar men neemt aan dat de kerk toch grote schade opliep. Hij vermeldt verder dat de parochie in 1463 de naam droeg O.L.V.-ter-Streep.
Er werd op de huidige plaats een eenbeukige bakstenen kerk en een lage toren, in gotische stijl, opgetrokken in de tweede helft van de 14e eeuw. De kerk werd op de klassieke manier georiënteerd van west naar oost, zodat het altaar aan de oostkant stond. Er waren geen nissen of zijkapellen en evenmin een sacristiegebouw. Waarschijnlijk was de toren plat (zoals de kerktorens van Damme en Lissewege), zodat er dag en nacht een uitkijk was en 's nachts een vuurbaken voor de zeelui. Deze kerk heette 'Ste-Mariekercke'. De Heren van Wijnendale, Duitse prinsen uit het Rijnland, hadden het recht een kandidaat aan te duiden voor het pastoorschap.

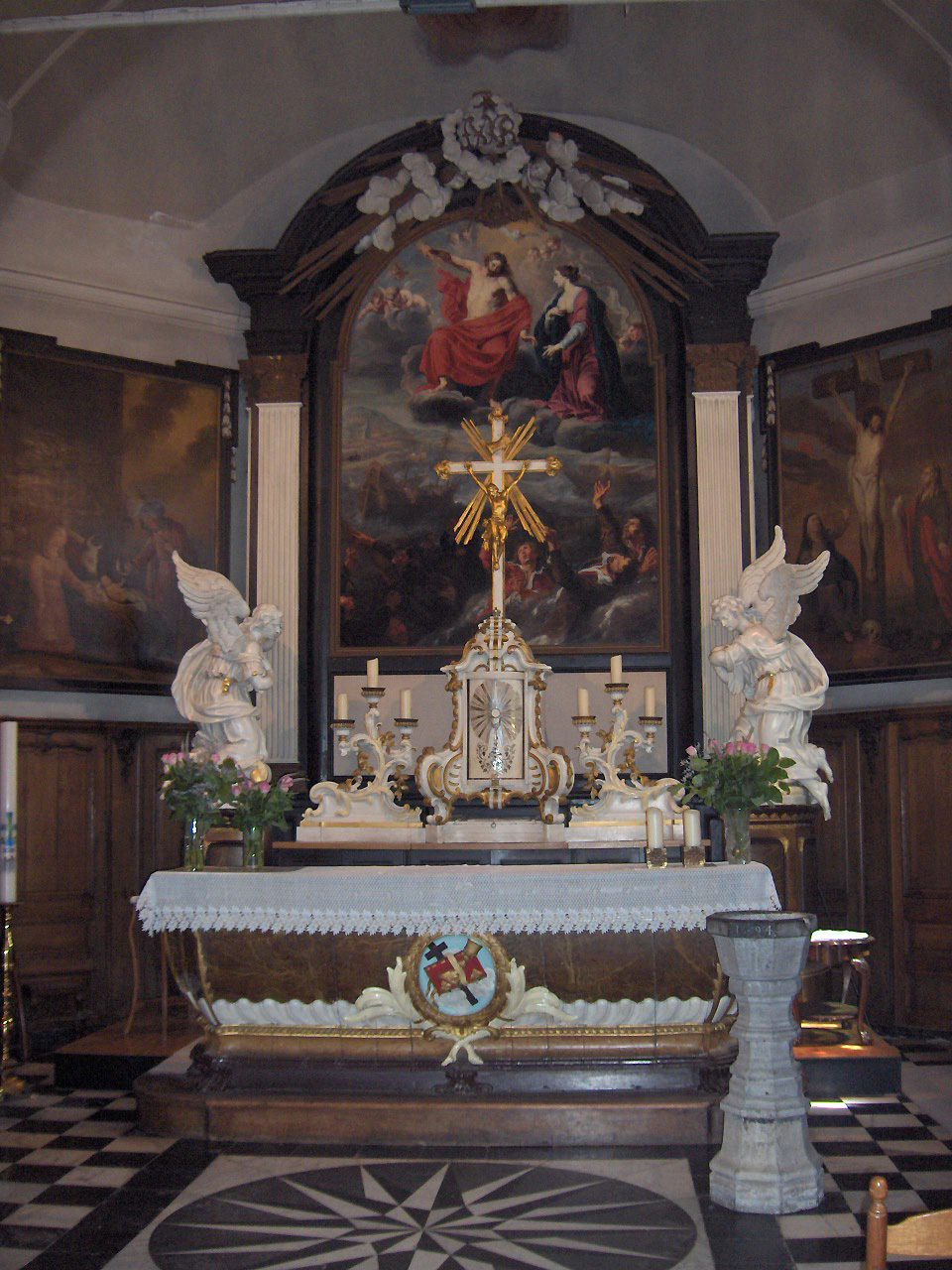
Hoofdaltaar uit 1771

In juli 1489 wordt Oostende geplunderd en in brand gestoken door aanhangers van aartshertog Maximiliaan van Oostenrijk, aangevoerd door Daniël van Praet, kapitein van Nieuwpoort. Hierbij werd het ook vernield.
In 1548 wordt de kerk verwoest bij de inname van Oostende door de Engelsen en de Hollanders. Maar het kerkje wordt weer heropgebouwd in 1568. In 1594 werd de doopvont in Doornikse steen toegevoegd. In deze periode kende het kerkje een zekere weelde, doordat de vroegere moerassen in de omgeving van de kerk omgebouwd werden tot landerijen die veel opbrachten. De grond rondom de kerk werd ook opgehoogd tot het huidige maaiveldniveau.
Na de Slag bij Nieuwpoort op 2 juli 1600 trok het leger van de prins van Oranje zich terug naar Oostende en "is ghelogeert gheweest omtrent de kercke van S. Marie by Albertus Schantse"
Tijdens het Beleg van Oostende (1601-1604), een der bloedigste episodes uit de 17e eeuw, werd het kerkje gedeeltelijk verwoest. Het Spaanse fort Sint-Albertus, opgericht in 1599, hoofdkwartier en residentie van de aartshertog Albrecht, lag er vlakbij in de duinen. In 1601, bij de aanvang van de belegering, kwam dit fort onder zwaar kanonvuur vanuit de Oostendse vesting te liggen. Er vielen meer dan honderd doden en de Spaanse regimenten waren gedwongen zich tijdelijk terug te trekken. Men neemt aan dat het duinenkerkje toen gedeeltelijk verwoest werd ("démolie par la rage des hérétiques hollandois"). De toren lag plat.

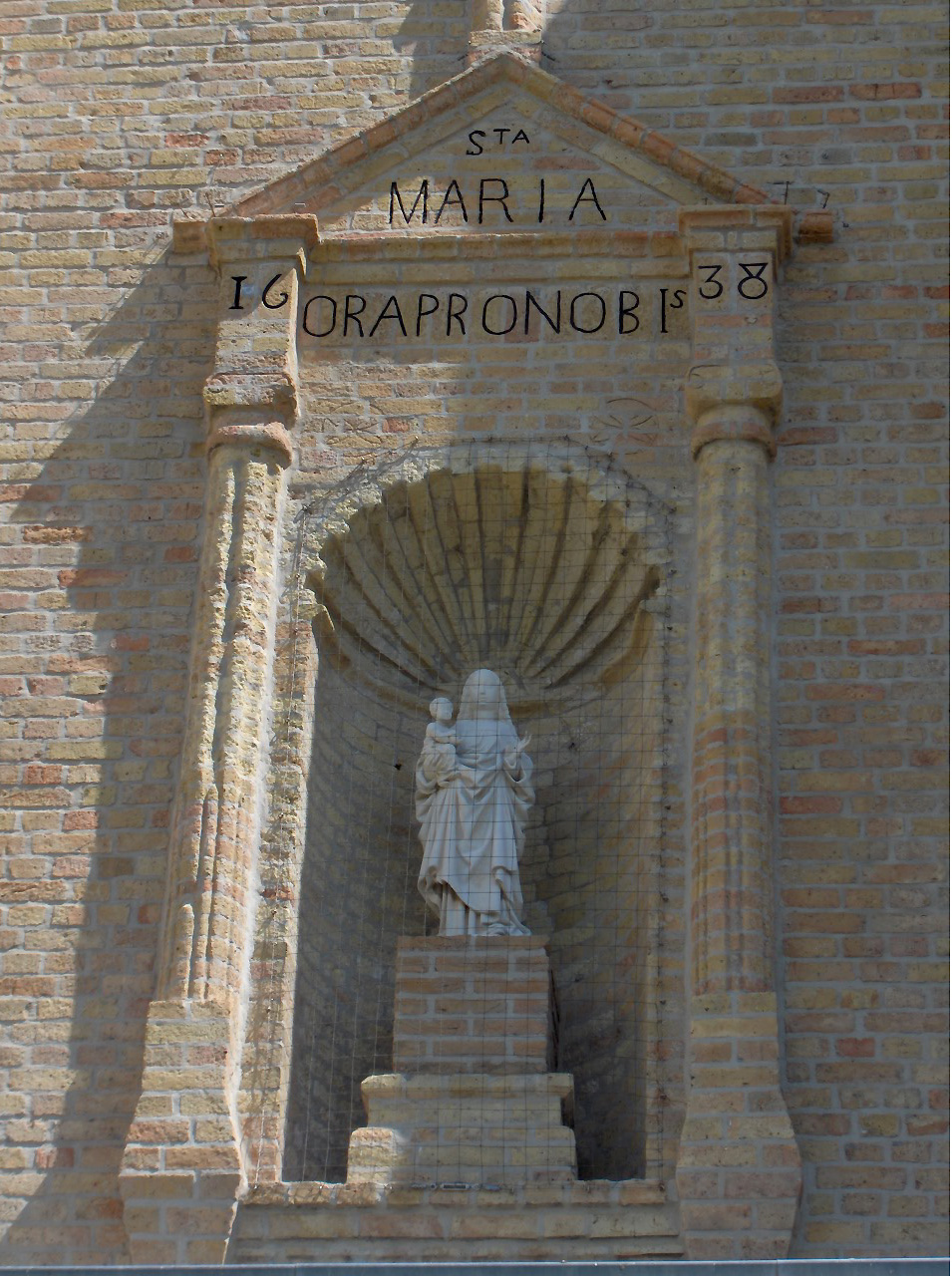
Mariabeeld in de toren

Na het beleg werd het kerkje, bij gebrek aan fondsen, slechts langzaam hersteld. Eerst in 1623 werd het schip bruikbaar gemaakt voor erediensten. Deze herstellingswerken waren pas voltooid in mei 1625. Uitdie periode stamt het altaarstuk "Ondergang van de Onoverwinnelijke Armada in 1588". De norbertijn Joannes Vermeire wordt aangesteld als nieuwe pastoor door de bisschop van Brugge. Maar hij wordt reeds op het einde van het jaar opgevolgd door Godfried Petermans. Na zijn overlijden op 24 juli 1637, zorgde zijn opvolger Jacobus Cnapaert in 1638 voor de heropbouw van de westtoren boven op de ruïnes van de oude toren, maar ditmaal overdekt met een piramidale kap. Dit jaartal 1638 staat vermeld in de nis met het Mariabeeld in de toren. In 1642 wordt de herstelde kerk opnieuw plechtig ingewijd door de bisschop.
In 1706, gedurende Spaanse Successieoorlog (1701-1714), werd Oostende dagenlang zwaar beschoten door de Engelse vloot onder leiding van admiraal Fairburn. Er werd een enorme schade aangericht aan de stad. Het gros der troepen, onder leiding van maarschalk Ouwerkerk was gelegerd in Mariakerke. Het duinenkerkje werd toen ingericht als militair hospitaal.
Zware stormen in november 1716 richtten nog meer schade aan, onder andere aan het dak. Het kerkje kon op het nippertje behouden blijven, dankzij een rechtszaak voor de Raad van Vlaanderen tegen de abdis van Petegem, verantwoordelijke voor het onderhoud.
De nieuwe pastoor Josephus de la Bulcke, aangesteld in 1742, zorgde voor een verdere uitbouw van de kerk. In augustus 1748 wordt Oostende met kanonnen bestookt door de Franse troepen van Lodewijk XV tijdens de Oostenrijkse Successieoorlog (1740-1748). Oostende geeft zich over op 23 augustus 1748, nadat de stad half in puin is geschoten onder andere vanop de Albertusschans. Het nabijgelegen duinenkerkje is opnieuw zwaar beschadigd.
Het kerkje wordt hersteld en in 1758 wordt er een sacristie bijgebouwd. Het interieur wordt op kunstzinnige wijze versierd met vijf plafondschilderingen van Emmanuel Lacroix en een meesterlijke rococolambrisering in 42 panelen van de Bruggelingen Frans Feys en Sebastiaan Wydau. Er komt ook een doksaal met ingewerkte biechtstoelen in 1757. De pastoor overleed in 1761. Men kan zijn grafsteen terugvinden in de devotiekapel achteraan in de kerk.

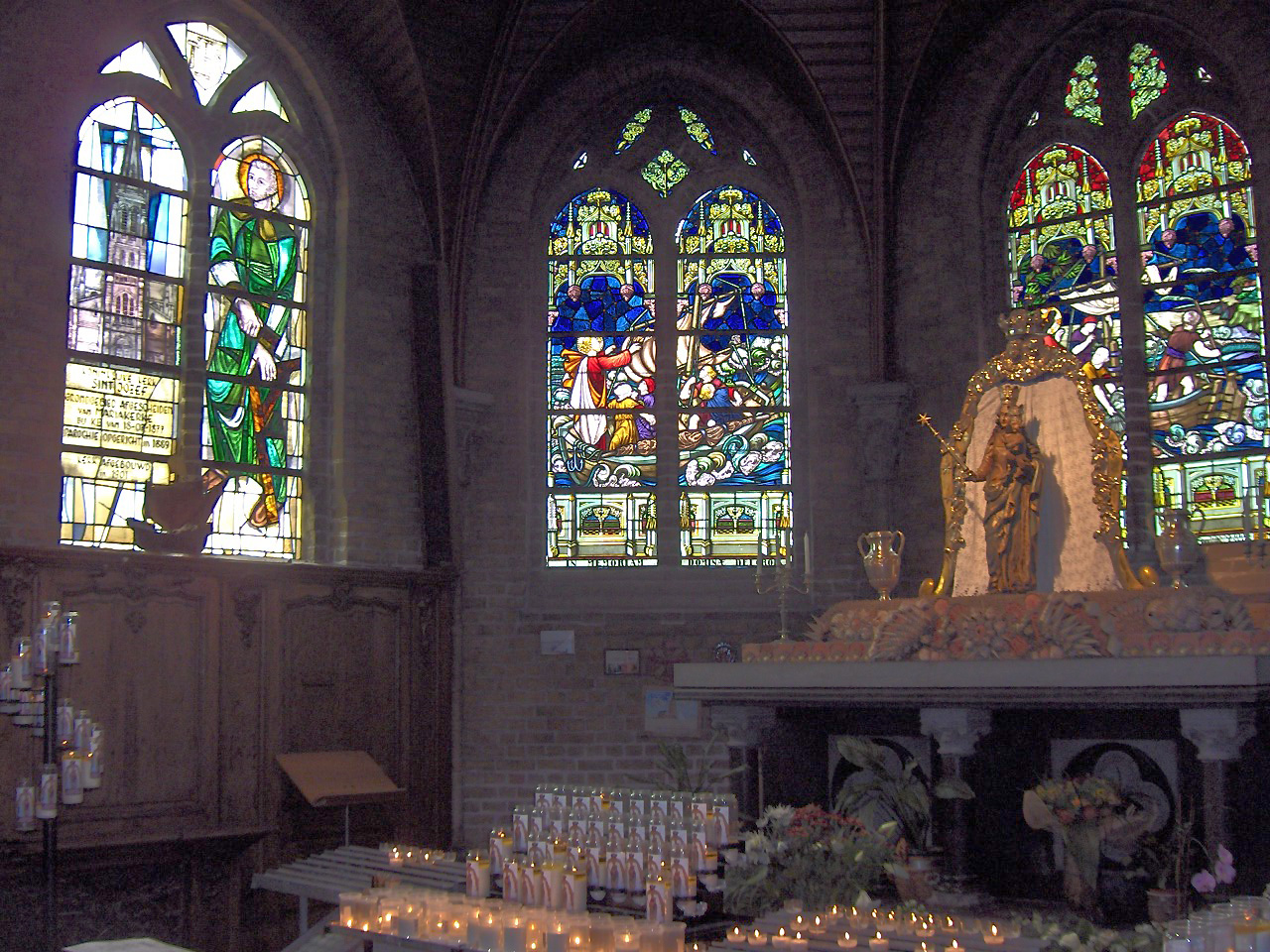
Onze-Lieve-Vrouw-ter-Zee in de zijbeuk

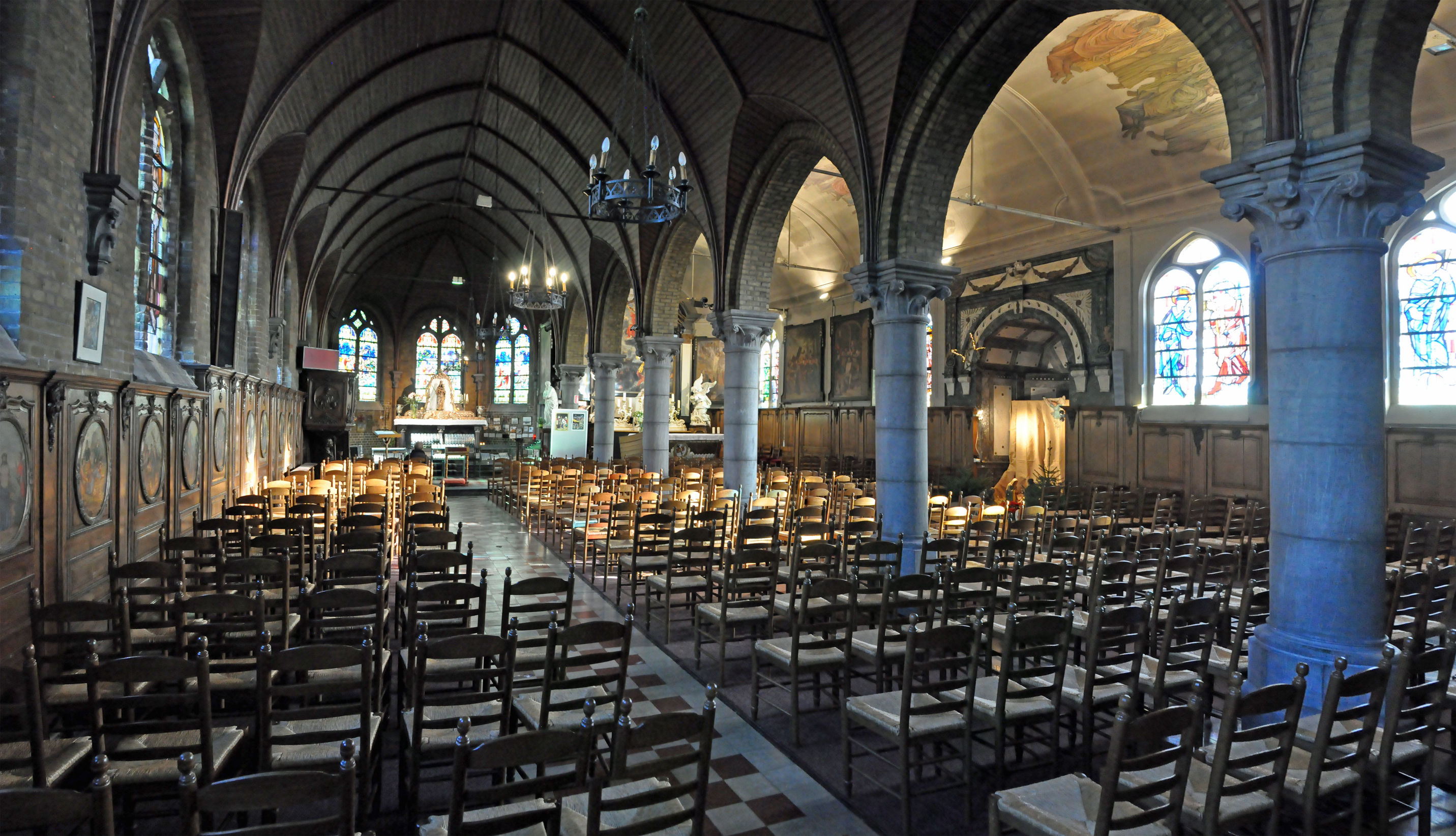
Interieurgezicht vanuit de zijbeuk

Zijn opvolger Jac. Petrus De Cuyper werd benoemd op 6 januari 1762. In 1763 zorgde hij voor de kansel die ondersteund wordt door een vrouwenfiguur met kruis in de linkerhand, zinnebeeld van de lerende Kerk die het Woord verkondigt. De drie panelen in de kuip verbeelden resp. een zegenende Christus met wereldbol, de H. Maagd met zeven sterretjes en Sint-Jozef. In 1768-1770 werd het doksaal (6 m breed) gebouwd en een vloer met windroos, in een harmonieus geheel met twee ingebouwde biechtstoelen. Langs weerskanten staan boven iedere biechtstoel een medaillon met afbeeldingen van muziekinstrumenten. Links een mandoline, viool en fluit. Rechts, een tamboerijn en een trompet. Eronder 2 medaillons, de ene met de goede herder, de ander met de verloren zoon. In een accolade tussen beide biechtstoelen staat een witte uurwerkplaat, geflankeerd door twee geschilderde putti.

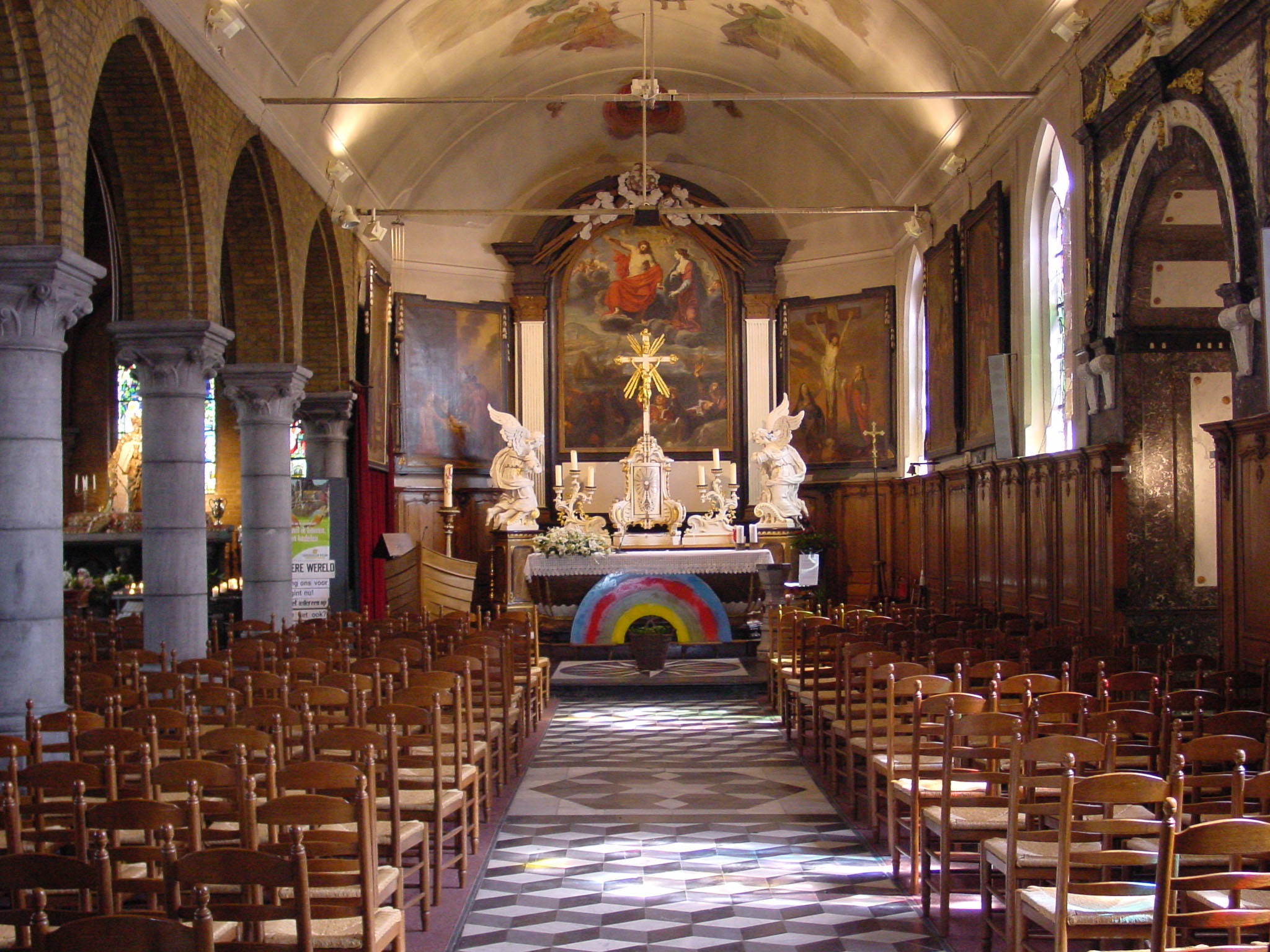
Interieur van de kerk

Het classicistisch hoofdaltaar dateert uit 1771-1772 en heeft de vorm van een graftombe. Het grote schilderij boven het altaar komt vermoedelijk uit de Antwerpse School, mogelijk van de hand van Gaspar de Crayer (1584-1669), hofschilder van de aartshertog. Het is het pronkstuk van de kerk, gemaakt met een meesterlijk talent en heeft een grote waarde. Het is een tafereel met schipbreukelingen omgeven door Spaanse schepen. Boven de wolken kijkt een fulminerende Christus in rode mantel verbolgen toe, terwijl een smekende O. L. Vrouw wijst naar het drama van drie schepen en acht drenkelingen in de ontketende zee. Dit schilderij werd in 1958-1959 gerestaureerd door de Oostendenaar Pierre Beniest (1902-1978). De vloer met windroos, in wit en zwart marmer, uit 1769 voor het altaar staat op de plaats waar vroeger het hoofdaltaar stond.
Onder het altaar bevindt er zich een graf van een onbekende adellijke geestelijke, gestorven op 12 januari 1095. Dit roept vragen op over het ontstaan van dit kerkje. Stond de oorspronkelijke kapel reeds op deze plaats of werd dit graf later naar hier overgebracht ?
In 1778-1779 worden er twee zijnissen met altaar ingepast langs weerszijden in het midden van de zijmuren. De binnenbekleding van de zijkapel, die nu nog overgebleven is, is in wit en donker marmer in renaissancestijl. Het is toegewijd aan St. Jan de Doper, wiens beeld dateert van 1771. Dit beeld werd gestolen in mei 1961 maar teruggevonden in Namen in 1981. Het altaar in deze zijkapel is toegewijd aan Sint Cecilia. Haar liggend beeld, onderaan het altaar is een treffend kopie van het oorspronkelijk werk van Stefano Maderno in de basiliek van Santa Cecilia in Trastevere, Rome. Het lichaam van H. Cecilia is weergegeven in de houding, waarin het in 1599 gevonden werd bij de opening van het graf in de Calixtus-catacombe. Het altaar werd ingewijd in 1936. De doopvont uit Doornikse steen, die nu in de overgebleven zijkapel staat, dateert uit 1594.

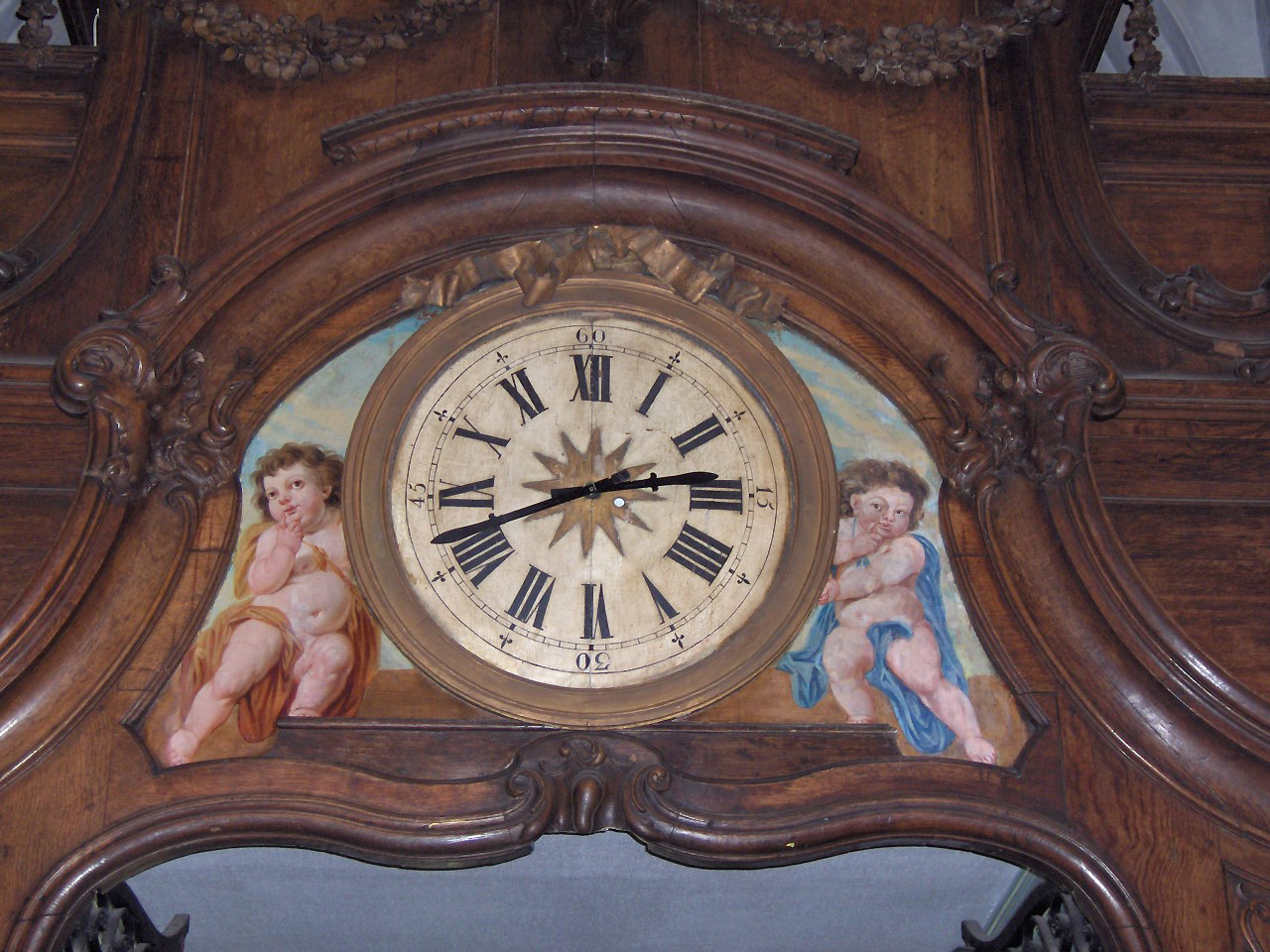
Klok in het doksaal

In 1787-1789 zorgde Emmanuel Lacroix voor tien verschillende religieuze schilderijen, de vijf Blijde en de vijf Droeve Mysteriën. Hij was een Oostendse schilder, van wie er ook werken hangen in de Sint-Annakerk te Stene. Hij schilderde ook op het gewelf de vijf Glorieuze Mysteriën (nu verloren gegaan). Dit alles wees op de levendige devotie tot de H. Maagd. Deze tien schilderijen werden gerestaureerd door Henri Permeke en Constant Permeke.
Doordat de toenmalige pastoor J.P. De Cuyper in 1794 de eed van trouw aflegde aan de Franse republiek, kon de meubilering van de kerk zo goed bewaard worden.
Het was toen een hele tijd rustig rond dit kerkje dat juist achter de duinen lag en zich te midden van een polderlandschap met enkele lage huisjes met rode pannendaken bevond. Maar op het einde van de 19e eeuw begon Oostende sterk te groeien. De duinenstrook werd bijna volledig genivelleerd voor de aanleg van een zeedijk. Maar enkel in de omgeving van dit kerkje bleef de duinenstrook ongerept bewaard. Op 1 juli 1899 werd Mariakerke opgeslokt door Oostende en werd dus een wijk van Oostende. De poldergrond tussen het kerkje en de stad werd bestemd als bouwgrond. Onder impuls van Leopold II kwam er een bouwwoede op gang. Op de korte tijd werd de Dorpsstraat, gelegen naast de kerk, volgebouwd met rijwoningen in eclectische stijl.

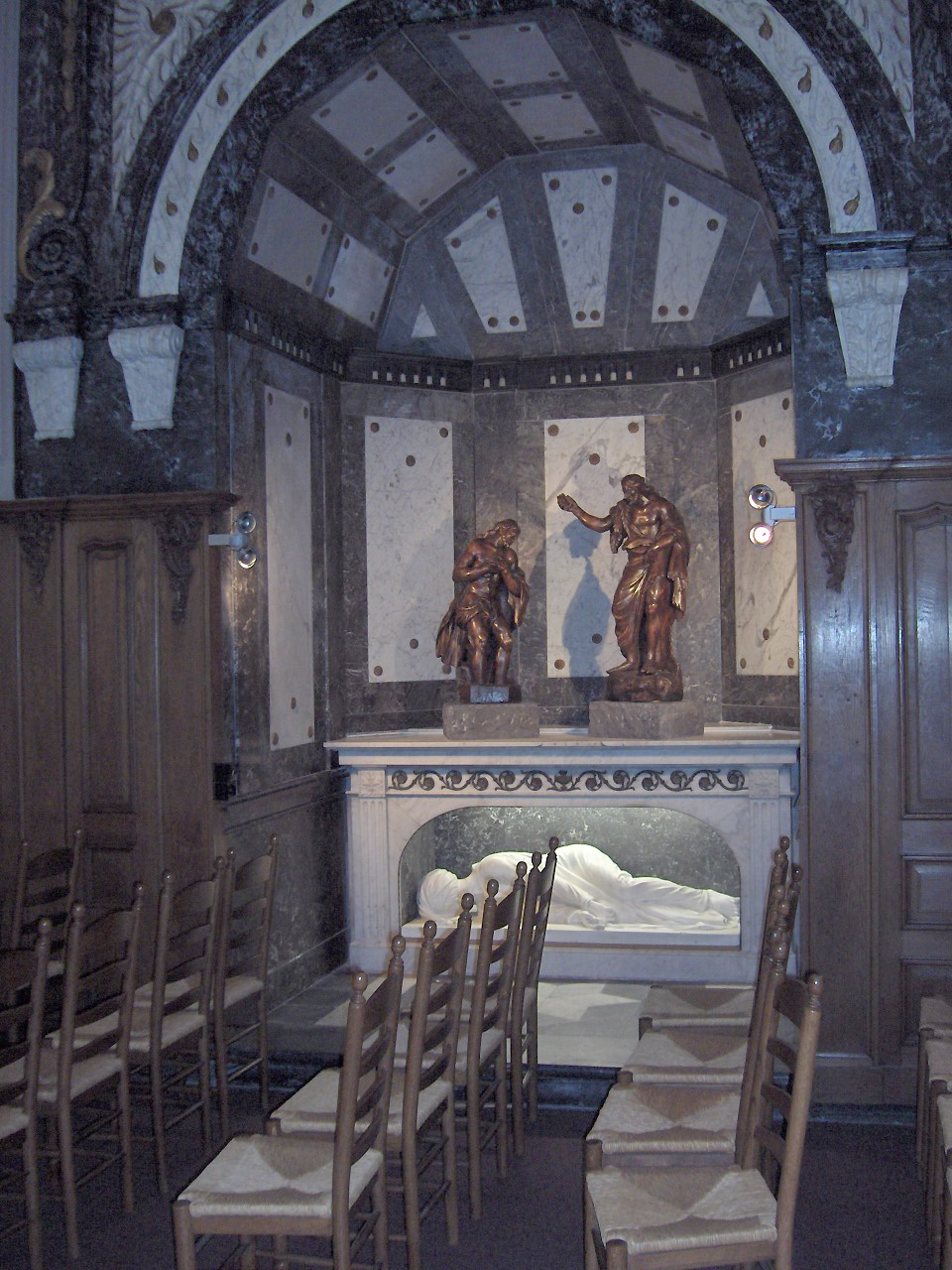
Zijkapel van St. Jan de Doper

De nieuwe planning van 1894 voorzag de afbraak van dit kerkje, dat er ondertussen maar armtierig uitzag, met verderop de bouw van een grotere kerk. Er rees hiertegen scherp protest, opgezet door James Ensor en gesteund door onder andere August Vermeylen. Hierdoor kwam dit opzet niet verder dan een plan. De Commissie voor Monumenten en Landschappen ontfermde zich in 1903 over dit bouwvallig kerkje omdat het zo pittoresk was, gelegen aan de voet van de duinen.
De Commissie liet het kerkje in 1905 volledig restaureren. Het was hoogstnodig. Het metselwerk brokkelde af, het dak was zo lek als een zeef. De vierkante torenspits werd vervangen door een achtkantige naald. De sacristie kreeg een buitendeur. De schilderijen van E. Lacroix op het plafond werden in 1907 gerestaureerd door de Brugse schilder Flori Van Acker (1858-1940). De schilderijen langs de muur van E. Lacroix werden in 1909 gerestaureerd door Henri Permeke (1849-1912) en zijn (later beroemde) zoon Constant Permeke (1886-1952). Het kerkje kreeg dan op 1 juni 1907 zelfs het bezoek van Leopold II, die de schilderijen kwam keuren.
Gedurende de Eerste Wereldoorlog stond tegenover het duinenkerkje de batterij Cecilia van de Duitse kustverdediging. Op bevel van de Duitse commandant moest de toren gehalveerd worden om geen richtpunt te vormen voor geallieerd geschut vanop zee. De toren werd gesloopt tot juist boven de nis met het O.L.V.-beeld. Regen en wind hielden lelijk huis in het kerkje. Bovendien werden de drie klokken op 27 november 1917 weggevoerd door de Duitsers. Het onthoofde kerkje bevond zich opnieuw in lamentabele toestand. Maar toch bleven alle schilderijen grotendeels ongeschonden.

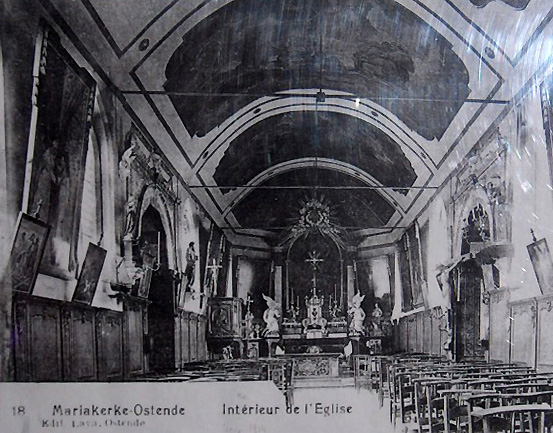
Interieur voor 1914; er is nog geen zijbeuk

In 1918 wordt aan de noordwand de tweede zijkapel afgebroken, omdat een tweede beuk werd bijgebouwd. In deze zijbeuk staat het O.L.V.-altaar in zwart graniet, met op het altaar, omlijst in verguld zilver, het beeld van O.L.Vrouw-ter-Duinen met het Jezuskind op de arm. Dit beeld in gepolychromeerd hout stamt uit de 17e eeuw. Het is omgeven door ex voto's, scheepsmodellen en scheepsfoto's, getuigen van de devotrie voor O.L.Vrouw, Ster der Zee (Stella Maris). Links naast het altaar staat het zilveren processiekruis uit 1756.
Pas in 1929 begon onder de stadsarchitect Gustaaf Vandamme de heropbouw van de toren met de stenen van de afgebroken pastorij. De preekstoel werd verplaatst en de lambrisering uiteengenomen. De kerk werd plechtig heropend op 22 mei 1931.
Tijdens de Tweede Wereldoorlog werd het dak beschadigd bij de luchtaanval van april 1941. Het hersteld plafond werd in 1955 wit overschilderd. Hierbij gingen de bestaande plafondfresco's volledig verloren. De huidige plafondschilderijen zijn van de hand van de Oostendenaar Gerard Desseyn in 1984, geschilderd op doek en gelijmd aan het plafond. Zij beelden de vijf glorierijke mysteries van de rozenkrans uit.
Er werden nog restauraties uitgevoerd in 1955-1957, 1959 en 1998. Het pijporgel is tamelijk recent. Het werd aangekocht in 1958 en ingespeeld in 1960.
Het kerkje werd een beschermd monument op 5 november 1946. De onmiddellijke omgeving en het nabije vissershuisje uit 1822 werden op 22 september 1981 als dorpsgezicht beschermd.

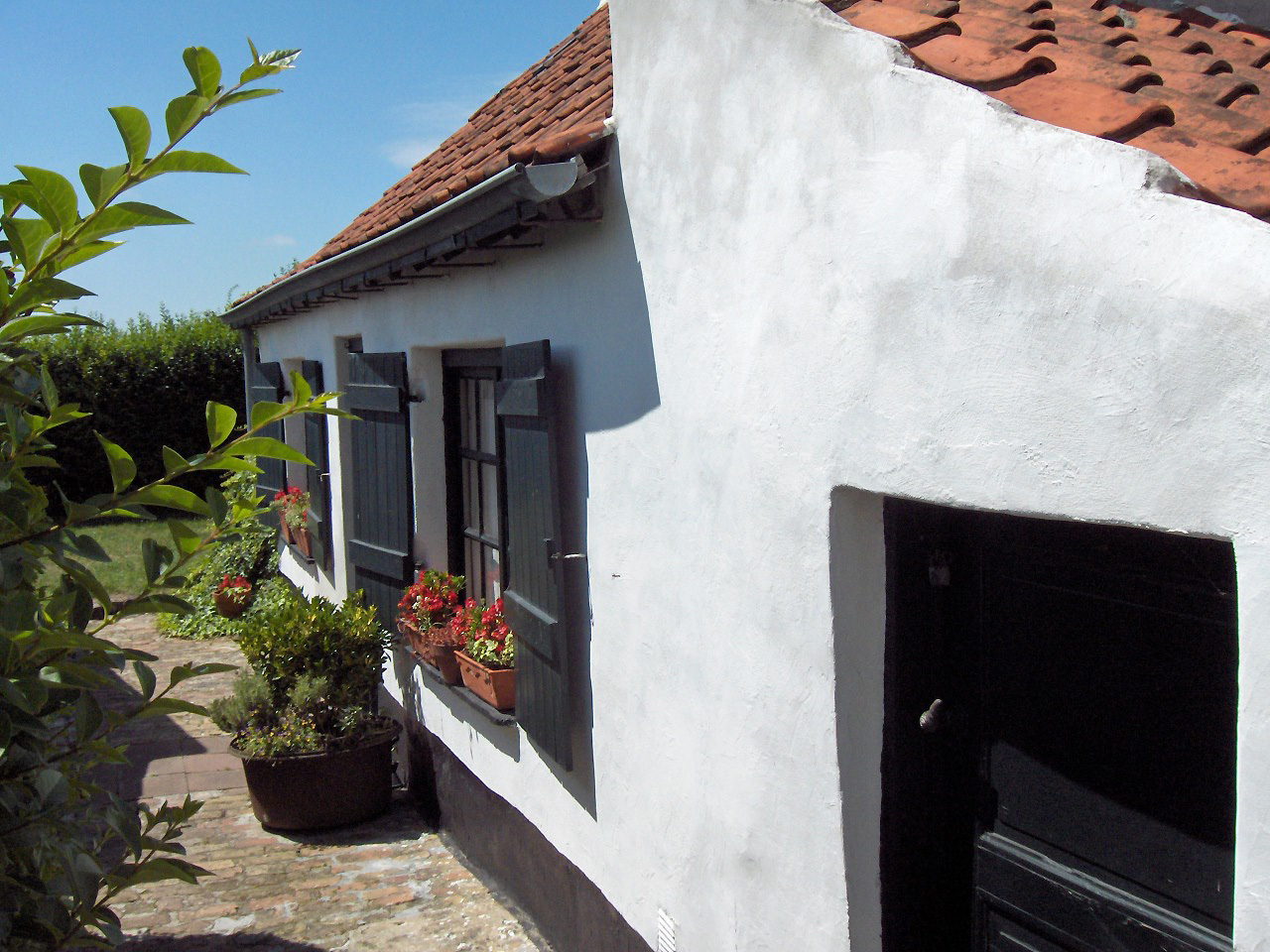
Laatste vissershuisje (1860) naast de kerk

Op het kleine kerkhof liggen drie Oostendse burgemeesters begraven, nl. Arnold Hoys (burgem. 1761-1778), J.B. Lanszweert (burgem. 1830-1836) en Henri Serruys (burgem. 1940-41 en 1944-1952) en ook de laatste burgemeester van Mariakerke Leopold Passchyn (burgem. 1864-1888 en 1896-1899). Ook de schilder baron James Ensor ligt hier, op zijn wens, begraven.
Het kerkje was ook een geliefkoosde plaats van de Oostendse schrijver Gaston Duribreux, bijgenaamd de romancier van de zee, die zich er meermaals liet fotograferen.
De kerk en de omgeving inspireerde ook zijn literair werk.
Naast de kerk staat een wit huisje met rood pannendak uit 1860, laatste getuige van vervlogen tijden. Hier woonde de Oostendse kunstschilder Maurice Boel.

## Onze-Lieve-Vrouw-ter-Duinenkerk in de kunst

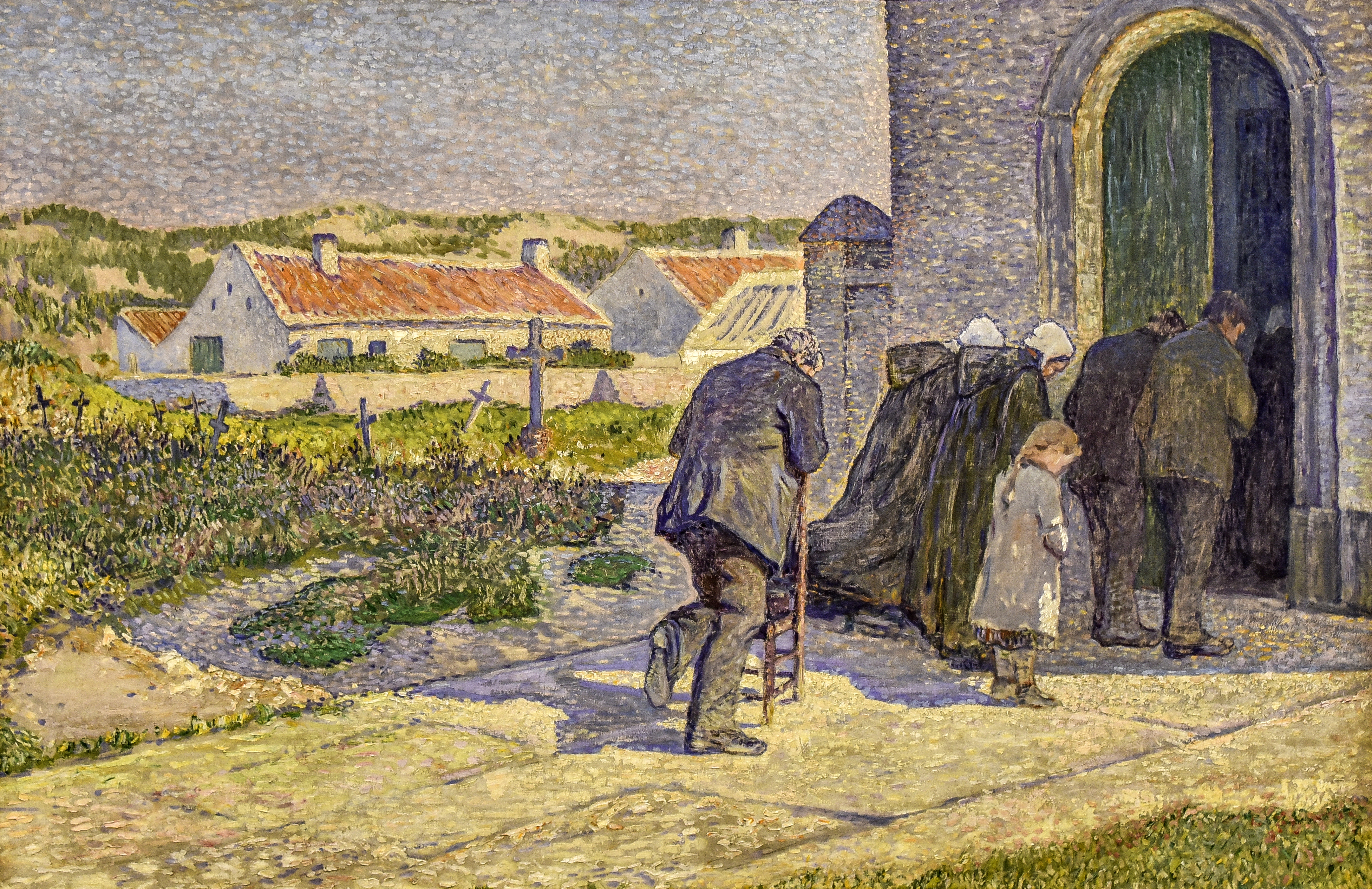
Tijdens de Elevatie, van Anna Boch

Dit typisch duinenkerkje is een inspiratiebron geweest voor talloze schilders, zoals François Musin, Euphrosine Beernaert, James Ensor en Emile Bulcke. Op het kleine kerkhof bevindt zich trouwens het graf van de Oostendse schilder James Ensor (1860-1949). Hij had het kerkje meerdere malen vereeuwigd in etsen en schilderijen, zoals
- de ets op papier "Groot gezicht op Mariakerke" (210 x 259 mm) uit 1887
- de ets op papier "Klein gezicht op Mariakerke" (89 x 129 mm) uit 1887
- de ets op papier "Klein gezicht op Mariakerke" (76 x 100 mm) uit 1900
- de schilderijen "Grande vue de Mariakerke" uit 1896
- de olieverf op doek "Gezicht op Mariakerke" (54 x 67 cm) uit 1901

Euphrosine Beernaert (1831-1901) vond eveneens inspiratie in dit kerkje met het schilderij "Te Mariakerke bij Oostende" uit 1857.
François Musin (1820-1888) schilderde "Mariakerke in 1887", olieverf op hout (31 x 58 cm).
Andere bekende werken zijn : Albert Baertsoen "Duinlandschap met O.L.Vrouw-ter-Duinenkerk te Mariakerke", olieverf op doek uit 1884 (275 x 205 mm)(er is ook een geëtste versie), Adrien Canelle "Mariakerke", litho op papier uit 1858, Fernand Verhaeghen " De O.L.Vrouw-ter-Duinenkerk te Mariakerke" ets op papier (190 x 130 mm) uit ca. 1910-1911, Oscar De Beul "De O.L.Vrouw-ter-Duinenkerk" uit ca. 1897, Giovanni Battista Gianotti "De O.L.Vrouw-ter-Duinenkerk", Gustaaf Sorel "O.L.V. ter Duinen", Oost-Indische inkt op papier. Albert De Deken schilderde tijdens de zomervakanties in de jaren 50 van de twintigste eeuw een werk in olieverf op papier van deze kerk als eerbetoon aan James Ensor.